# يوهان فيليب برونر
يوهان فيليب برونر (بالألمانية: Johann Philipp Bronner) (و. 1792 – 1864 م) هو عالم نبات، وصيدلي من ألمانيا . ولد في نكاغموند .
توفي في فيزلوخ ، عن عمر يناهز 72 عاماً.